# Stefan Kapičić
Stefan Kapičić (Köln, 1. prosinca 1978.) je srbijanski filmski, televizijski i kazališni glumac.

## Filmografija

### Televizijske uloge
- "Zora dubrovačka" kao Roko Sorgo (2013. – 2014.)
- "Larin izbor" kao Nikša Ivanov (2011. – 2013.)
- "The Event" kao Dimitri Jelavitch (2011.)
- "24" kao Davrosov operativac (2010.)
- "Zakon brojeva" kao Lee Hagopian (2008.)
- "Specijalna postrojba" kao Dragan (2008.)
- "Vratiće se rode" kao Dizajner Mitrović Decanski (2008.)
- "Obični ljudi" kao Igor Nikolić (2006. – 2007.)
- "Podijum" (2002.)

### Filmske uloge
- "Deadpool, 2" kao Colossus / Piotr "Peter" Rasputin (2016. – 2018.)
- "Hitac" kao Crni (2013.)
- "Larin izbor: Izgubljeni princ" kao Nikša Ivanov (2012.)
- "Svi vole kitove" kao kapetan Yuri Nikolayev (2012.)
- "Braća Bloom" kao njemački vlasnik bara (2008.)
- "Čarlston za Ognjenku" kao Arsa "Kralj čarlstona" (2008.)
- "Ne skreći sa staze" kao gay Djed Mraz (2006.)
- "Ulični hodač" (2004.)
- "Slobodan pad" kao Nikola (2004.)
- "O štetnosti duhana" kao Ahmed (2004.)
- "Skoro sasvim obična priča" kao Bane (2003.)
- "Citravita" kao policajac u Batmanovoj majici (2003.)
- "Kordon" (2002.)

## Vanjske poveznice
- Stefan Kapičić u internetskoj bazi filmova IMDb-u (engl.)